# 歙县文庙
歙县文庙位于歙县县城城东县学前，华屏山南坡，遗址在今安徽省歙县中学校园东半部。歙县文庙大部分均已经倾圮，现仅存明伦堂与县学甲第坊。
孔庙的明伦堂保留完整，始创于南宋淳祐十年（1250年），保存有康熙御书“学达性天”、乾隆御书“百世经师”的匾额。
县学甲第坊又称三元坊，为县学的门坊，建于清乾隆年间。四柱三间五楼，宽约5.5米，高约6米。正面楼匾上刻"甲第"二字，正面额枋上刻有"状元"、"会元"、"解元"字样；石坊背面楼匾上刻"科名"二字，额枋上刻"榜眼"、"探花"、"传胪"字样。下面刻有歙县历代中式者姓名。坊后有泮池和下马碑。泮水桥。
乾隆五十五年(1790年)，曹文埴、鲍志道在县学后的朱文公祠（纪念朱熹）建古紫阳书院。太平天国战争期间书院遭毁，战后重建。现存“古紫阳书院”碑坊，位于歙县中学后门。
2006年6月7日，孔庙明伦堂列为歙县文物保护单位。2019年，明伦堂与县学甲第坊列为安徽省文物保护单位。